# Moskwa TV
Moskwa TV war eine deutsche Band im Bereich der elektronischen Tanzmusik.

## Biografie
Anfang der 1980er Jahre begann Talla 2XLC seine Karriere als DJ in Frankfurt am Main und legte vorzugsweise Kraftwerk und Depeche Mode auf. Zusammen mit RaHen gründete er die Formation Moskwa TV, die mit ihrem Techno-Sound ihrer Zeit weit voraus war. Als Produzent konnte Axel Henninger gewonnen werden. Das Debütalbum Dynamics & Discipline wurde von RaHen und Talla 2XLC zusammen mit Kurt Ader und Axel Henninger / Naskrent in dessen Dynaton Studio produziert. Während der Produktion des Debütalbums stieß Ion Javelin (Jan Veil) hinzu.
Ion Javelin (Jan Veil), die Stimme von Moskwa TV, kam auf Empfehlung seiner Plattenfirma CBS zu Moskwa TV. Bei CBS veröffentlichte er bereits unter dem Pseudonym Gary Chandler seine erste Single Dancing In Heaven, die jedoch keinen großen Erfolg verbuchen konnte.
RaHen und Javelin komponierten zusammen die Gesangsmelodie von Generator 7/8.
Mit Generator 7/8 und Tekno Talk veröffentlichten Moskwa TV zwei Vinylscheiben, die zunächst in diversen Clubs der Frankfurter Techno-Szene und dann auch bei größeren Events gespielt wurden.
Nach Erscheinen des zweiten Longplayers Blue Planet (1987) kam es zu Streitigkeiten zwischen den Bandmitgliedern. Talla 2XLC wurde der Einfluss, den Ion Javelin ausübte, zu groß und man suchte einen neuen Sänger. Da jedoch die Kandidaten nicht gefielen bzw. einen Rückzieher machten, kehrte Ion Javelin in die Formation zurück. Talla 2XLC verließ die Band, weil es erneut zu Streitigkeiten – diesmal mit Axel Henninger und Ion Javelin um die Urheberrechte der Songs – kam.
Im Jahre 1988 verließ Axel Henninger Moskwa TV, da es mit dem Label Westside zu Geldstreitigkeiten wegen seiner Produzententätigkeit kam. Die Namensrechte blieben dann bei Ion Javelin, dessen Plattenfirma Westside sich finanziell mit Talla 2XLC geeinigt hatte.
Axel Henninger machte sich danach auch als Produzent, Texter und Komponist einen Namen. So produzierte er u. a. Camouflage (Love Is a Shield, The Story of the Falling Fighters und schrieb auch an ihrem Hit Strangers Thoughts mit), Paddy Goes to Holyhead, Okay, Deborah Sasson, Chandeen, X-Perience und De/Vision.
Im Jahre 2003 veröffentlichte Javelin das Album ‘Broken Surface’ (‘03) gemeinsam mit H. Löwy (‘Chandeen’).

## Mitglieder
- Talla 2XLC (Andreas Tomalla)
- Axel Henninger
- Ion Javelin (Jan Veil)
- RaHen (Ralf Henrich)

## Diskografie

### Singles
- 1985: Generator 7/8
- 1985: Tekno Talk
- 1985: Tekno Talk (Bombing Mix)
- 1986: Generator 7/8 (Remix)
- 1986: Art of Fashion
- 1987: Brave New World
- 1987: Moskwa Electronic / Brave New World
- 1988: Generator 7/8 – 88
- 1991: Tell Me, Tell Me

### Alben
- 1985: Dynamics & Discipline
- 1987: Blue Planet
- 1991: Javelin
- 1992: Dynamics + Discipline